# Mémoire au Roi de Desmarets de 1709
Nicolas Desmarets rédige le 26 août 1709 un mémoire destiné au Roi et à lui seul. Ce mémoire l'informe de la situation économique désastreuse du pays due aux conditions atmosphériques exceptionnelles et déplorables mais aussi à la situation de guerre, la France est en effet en Guerre contre l'Europe entière depuis 1700 à propos de la succession d'Espagne.

## Un pays exsangue

### Des conditions exceptionnelles et des matières manquantes ou détournées

Louis XIV

Le pays est, tout d'abord, ravagé par une grande famine en 1709. Cela rappelle à beaucoup de contemporains de l'époque la situation de 1694 où le pays avait connu un hiver très rude et un gel des cultures provoquant une inflation sur les prix considérables, ces hivers sont connus sous les noms de "grands hyvers". C'est pourquoi Nicolas Desmarets fait référence ligne 1 à la "situation présente des affaires si mauvaises". Les températures, constamment inférieures à -10 degrés jusqu'au 24 janvier descendent jusqu'à -20,5 degrés à Paris le 20. Six autres vagues de froid s'enchaînent jusqu'à la mi-mars : le sol gèle en profondeur et détruit massivement la végétation. Ainsi, le prix du setier de froment sera multiplié par six entre juin 1708 et juin 1709.  En fait, dès janvier de fortes gelées détruisent les cultures céréalières et fruitières et de gelées répétitives empêchent de replanter des graines, de plus, le parlement de Paris qui a pris l'exemple du grand hyver de 1693 refuse d'autoriser la plante de nouvelles cultures. Paris ne peut être réapprovisionné car la Seine est gelée, il faudra attendre avril pour que l'on puisse passer dans Paris soit 3 mois.
Le prix du blé, alors denrée nécessaire à toute survie, augmente rapidement . Le setier de blé passe de 7 livres à 64 livres ce qui rend l'accès inégal à la population à la nourriture, le marché noir augmente rapidement. Pour remédier aux maux des peuples, du blé est importé en masse dans les régions non touchées par l'hyver (Midi et Étranger) et les cultures d'orge ont servi d'aliment de remplacement. Le pouvoir royal essaie d'aider tout le monde mais partout les maisons d’assistance spécialisées (bureaux des pauvres, orphelinats municipaux, hospices pour aveugles ou pour vieillards, hôtels-Dieu et hôpitaux généraux) sont pleines. La situation est tellement désastreuse qu'une ordonnance royale d'avril ordonne aux détenteurs de grains de déclarer leurs réserves.
Le blé n'est pas le seul aliment touché, le vin l'est également. En effet, des températures records de – 23 degrés Celsius s'abattent sur Paris ce qui gèle le vin, alors principale boisson de nombre de gens. Le vin est découpé à la hache tellement le climat est polaire à Paris. Ainsi comme le dit le contrôleur général des finances les Français " n'achètent point de sel, ils ne boivent de vin" (ligne 7). Pour le vin, il y a certes l'excuse du gel mais pour le sel, l'explication est indirectement liée au climat général. En fait, les peuples ont tellement de mal à survivre en ces temps de famine qu'ils ont beaucoup recours à la contrebande des faux-saulniers. Le faux-saunier était un contrebandier qui allait acheter, par exemple en Bretagne, sur l'autre rive de la Vilaine, du sel qu'il revendait dans le Maine, après l'avoir fait passer en fraude sans payer la gabelle. Il encourait la condamnation aux galères s'il travaillait sans armes, la peine de mort s'il avait des armes. Le pouvoir royal comprit vite l'action illégale de ces gens et il y eut 400 faux-saulniers déportés aux galères.

### Des sujets royaux sans un sou

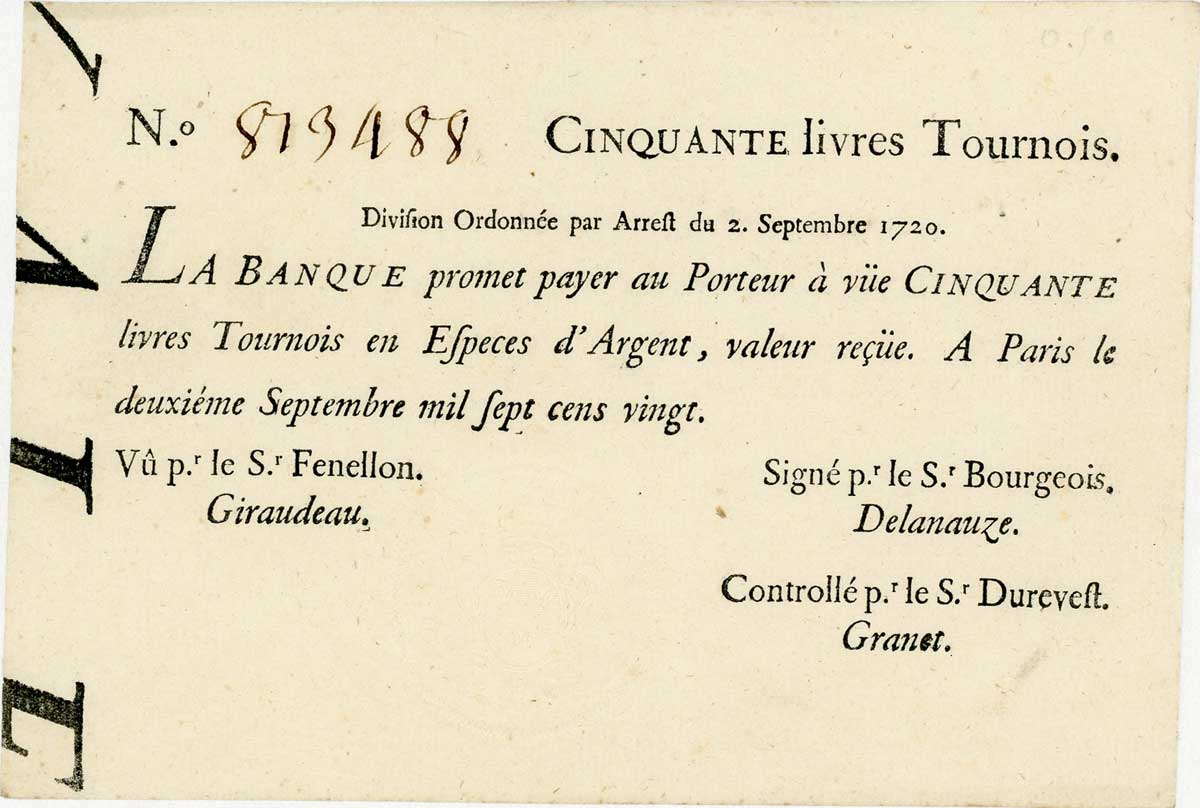
50 livres tournois typographiées et datées du 2 septembre 1720

Du fait de l'inflation énorme que connaissent les denrées alimentaires, les peuples ne sont plus disposés à payer les impôts que demande l'état royal pour assurer la guerre contre les puissances européennes. Ainsi, le ministre des finances parle de "peuples qui ne payent point la taille ni la capitation" (ligne 5).
Les autres payeurs des impôts sont, eux aussi, dans l'impossibilité de payer l'impôt. Nicolas Desmarets nous dit clairement à la ligne 15 que la noblesse et le clergé souffrent autant que le Tiers-état de la situation pesante sur l'économie.
Les parlementaires ainsi que d'autres officiers ont "payé des sommes immenses" comme on peut le voir ligne 19. Ici, le contrôleur général fait allusion aux charges d'officiers qui sont vénales depuis l'édit de la Paulette promulgué en 1604 sous Henri IV le feu grand-père de Louis XIV. Les sommes pour devenir officier, soit la charge des offices, ont considérablement augmenté depuis la politique de guerre incessante de Louis XIV. Avec l'augmentation, les officiers n'ont plus les moyens de payer et donc de remplir les caisses de l'État.
L'État pourrait se tourner vers l'emprunt, or cette solution se révèle elle aussi désuète puisqu'une partie des banquiers (soit les financiers indépendants de l'État qui manipulent l'argent sans théoriquement dépendre  de la situation du Royaume). Alors pourquoi ces gens qui normalement, profitent des périodes de crises pour faire des profits énormes en prêtant à des taux énormes chutent-ils ? Tout simplement parce qu'en France dans les années 1700, Samuel Bernard, grand financier, avec l'appui de Louis XIV tente de réunir les institutions financières sous une seule : la Banque et celle-ci seraient étroitement liées à l'État (ce qui est déjà le cas dans les autres nations européennes à l'époque). Les banquiers deviennent en fait progressivement financiers et sont donc liés au destin du Royaume de France, qui dit crise du Royaume dit alors crise pour eux aussi. En fait, les financiers donnaient de l'argent au Roi et obtenaient une lettre de change comme simple remboursement. Les lettres de change furent titrisés et mises en bourse ce qui provoqua une bulle spéculative sur les titres et entraîna la perte de plusieurs financiers avec les "catastrophes lyonnaises" de 1709. C'est ce phénomène de "désordre" qui explique selon Desmarets la chute des sieurs de Hogguer, Bernard et Nicolas (ligne 26). 
Les fermiers généraux, soit les personnes qui ont contracté un bail de relevé d'impôts au Roi en échange d'une forte somme ne sont pas remboursés de leur investissement comme l'exprime le contrôleur au Roi ligne 23. Cette situation laisse entrevoir une baisse des achats de bail ce qui serait une catastrophe pour la monarchie qui a besoin d'argent frais. Bien que Desmarets soit opposé au système de ferme générale, il ne peut, dans la situation présente, trouver une autre solution.

### Tous les moyens déjà employés

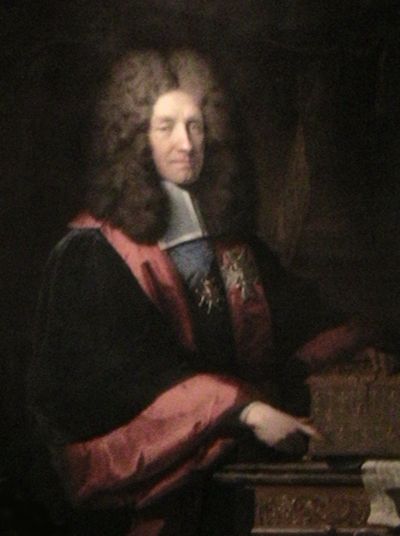
Louis Pontchartrain, contrôleur général des finances de 1692 à 1699 est à l'origine de la capitation.

Le contrôleur des finances semble désemparé devant la situation que la France connaît en 1709. Tous les revenus semblent fuir l'administration comme le pense l'homme d'état ligne 30 "le Roi ne reçoit presque rien de ses revenus ordinaires, et qu'en même temps on a épuisé la ressource des affaires extraordinaires et forcé toute sorte de crédit."  En fait, les dépenses de la monarchie s’élèvent à 220 millions de livres et les revenus ordinaires n'assurent que 38 millions de livres, il reste donc 182 millions de livres à trouver. Ainsi, le conseiller ne trouve pas l'imagination pour un autre moyen de rentrée d'argent, disant que " tout a été mis en usage". Il fait allusion aux innombrables revenus que le Royaume perçoit. La couronne s'était déjà sortie d'une situation épineuse en créant la Capitation en 1695 en pleine Guerre de la Ligue d'Augsbourg.  Les aides s'élèvent à plus de la moitié de la valeur du produit qu'elles taxent,  la Gabelle et le Minage sont déjà beaucoup de taxes pour les Français auxquelles se rajoutent les impôts que prélève le clergé comme la dîme. Les rentes constituées, elles, au vu de la situation ne sont pas à la fête, ces obligations de l'Ancien Régime perdent toute crédibilité lorsque la situation économique est catastrophique or c'est précisément le cas en 1709. En fait, Desmarets a lancé l'impression de billets à intérêts, prémices de Law, pour combler le manque de pièces-or dans le royaume. Naturellement, la spéculation est forte sur cet "argent fictif" et Desmarets veut contrer ceux qui font monter la valeur des billets en réduisant fortement la valeur de l'argent pour lui redonner sa valeur réelle mais il n'y arrive pas à cause des événements de 1709. Malgré cela, Desmarets estime avoir tiré 11 millions de livres de cette opération monétaire.
L'État semble avoir épuisé toutes les idées d'offices. La fastidieuse cour de Louis XIV possède des centaines d'offices allant de chancelier de France, connétable de France jusqu'au premier écuyer tranchant qui coupe la viande du Roi. De 1693 à 1709, furent créées quarante mille charges d'officiers selon Tocqueville.
L'aliénation des domaines fait partie du domaine corporel du Roi de France et donc ne constitue pas l'essentiel de ses revenus. En 1709, le domaine royal est à son maximum d'extension puisque le domaine royal est le Royaume de France depuis Henri IV. Le Roi ne peut qu'étendre son domaine par de futures conquêtes or il est déjà en guerre contre les principales nations européennes.
En réalité, le Roi a quand même reçu de l'argent de financiers comme Bernard qui lui a prêté 6 millions de livres.

## Les conséquences de la situation

### L'impossible paiement
Beaucoup de personnes gardent alors leur argent et ne consomment que très peu ce qui explique le malaise financier que connait le Royaume ainsi " Le Roi ne peut payer les pensions de l’hôtel de ville, les appointements et les gages des officiers, encore moins les pensions de toute nature" (l.33). L'État est dans une situation de guerre et consacre la plupart de son argent aux militaires ce qui le condamne à ne pas verser de gages aux officiers, qui avaient été contraints de verser des sommes énormes pour la monarchie et qui paient également l’impôt de la capitation. En réalité, les officiers ont deux moyens de subsistance : les gages et les épices, les gages étant l'argent donné par la monarchie (une somme assez faible) et les épices étant les biens prélevés sur la population liés au statut de l'officier ; or comme celle-ci est en crise, l'office est de moins en moins rentable.

### L'affaiblissement de l'armée

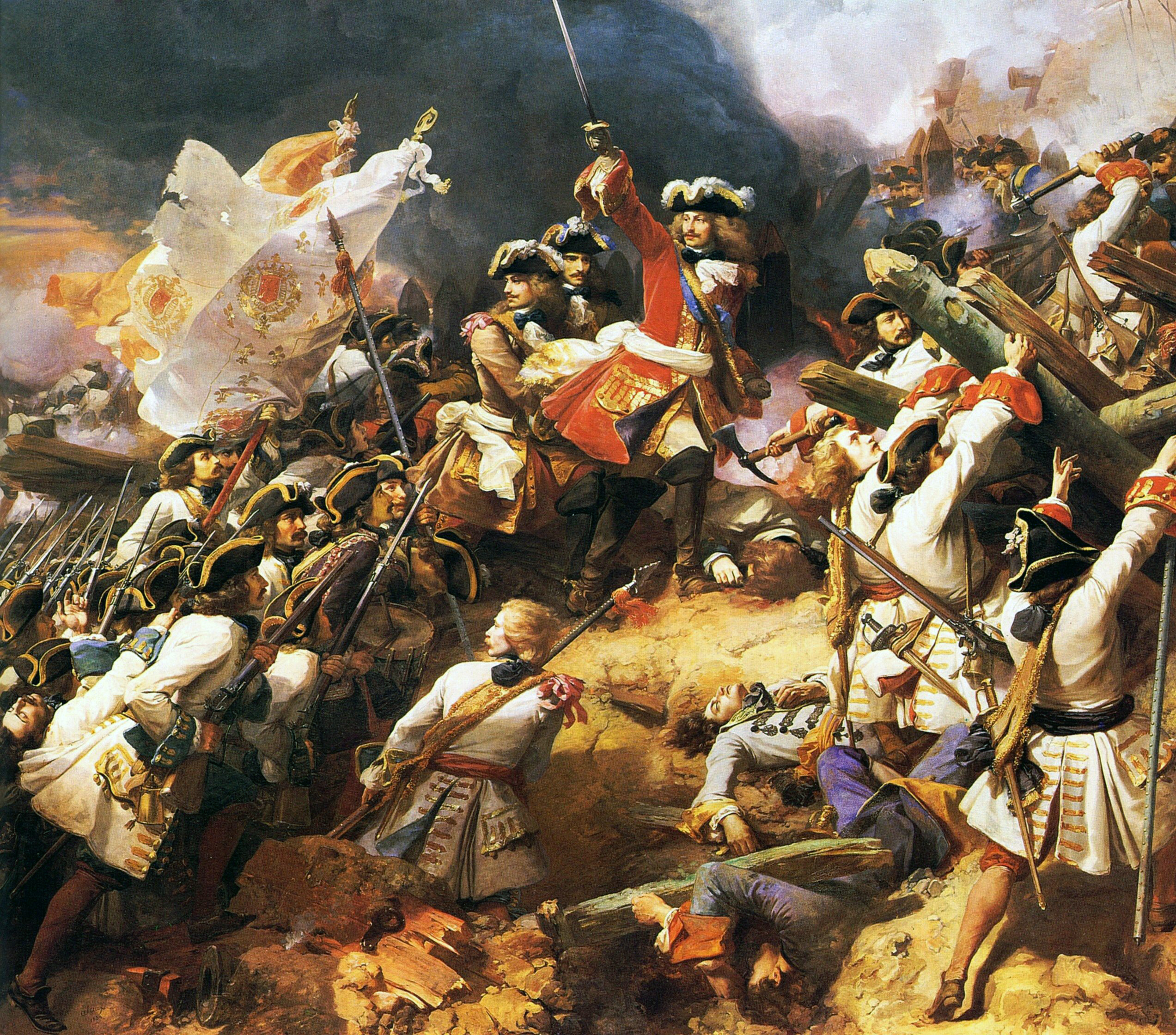
La bataille de Denain lors de la Guerre de Succession d'Espagne

Faute de sous, les armées ne peuvent être payées décemment: "Les armées ne peuvent être bien payées; les vivres et la subsistance des troupes n'ont pu être assurées dans des temps aussi malheureux " (l.41). On estime qu'entre 1701 et 1713, l'armée française a compté 650 000 soldats qu'il faut payer et nourrir, les soldats sont ainsi plus nombreux que les clercs. Louis XIV compte en fait sur une armée de 400 000 hommes pour faire la guerre, c'est l'armée la plus importante d'Europe, le "Géant du siècle" mais aussi un gouffre financier pour le pouvoir royal. En 1705, Villars, illustre maréchal de France estime qu'il faut 216 000 rations de pain par jour pour nourrir ses troupes et qu'il faut environ 531 000 livres par mois pour financer son armée.
La royauté ne peut payer cet immense armée si bien que les salaires des officiers sont payés le plus souvent en retard ( En 1710, les officiers de Villars sont payés avec seize mois de retard ) et les commandements de l'armée sont confiés aux plus riches de sorte qu'ils puissent contribuer aux dépenses de leur régiment lorsque le pouvoir manque de liquidités. En 1676, Colbert éleva le marquis de Nangis à la place de Girouville au grade de colonel de régiment car il avait 60 000 livres de fortune personnelle.
La royauté, pour "auto-financer" son géant, n'hésite pas à inciter son armée à piller afin qu'elle n'ait pas à les payer. Lors de la guerre de la Ligue d'Augsbourg, le Palatinat, une province de l'Empire, fut mis à sac : des villes furent brulées et pillées ce qui ne manqua pas d'indigner toute l'Europe selon Voltaire. Cette politique de la terre brûlée perdurera jusqu'à la fin du règne de Louis XIV et sera connue sous le terme de contribution : les armées françaises imposent aux populations conquises de payer un impôt pour leur protection, faute de quoi ils brulent leur village.
Lorsque Desmarets évoque qu' "on a été à la veille de manquer entièrement" (l.43), il parle bien sûr des désistements pour les levées de l'armée (certains se mutilaient pour ne pas être recrutés dans l'armée royale) mais surtout du mécontentement de l'armée et des nombreuses désertions du fait de la mauvaise condition de l'armée. Torcy, secrétaire d'état des Affaires Étrangères, écrivit que " Les troupes, découragées, mal ou point payées, désertaient en foules. Desmarets craint aussi "les plus terribles révolutions "(l.43), en effet, après la victoire française de Malpaquet qui fait des dizaines de milliers de morts et l'intensification des mouvements séditieux. L'armée est surchargée de travail pour en plus une solde loin d'être acquise ce qui fait craindre au contrôleur le pire, il y a plusieurs mutineries dans des garnisons.

### Le développement des mouvements séditieux

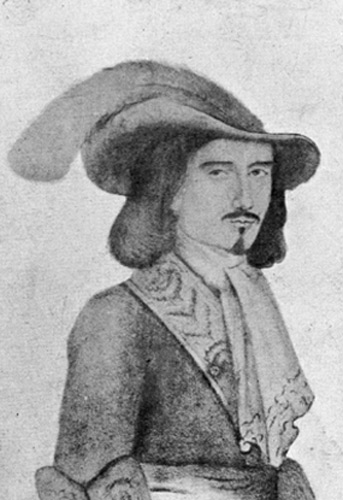
Jean Cavalier, Chef des Camisards

" La mauvaise disposition des esprits de tous les peuples est connue " (l.48) écrit l'homme d'état. En effet, avec l'augmentation des denrées alimentaires et l'augmentation de la fiscalité, les peuples ne peuvent quasiment plus vivre et se révoltent contre l'autorité  royale. Le pain, nous l’avons vu, est une question vitale pour les gens du peuple ; pour le pouvoir il s’agit d’une affaire d’État. L’approvisionnement des villes est la préoccupation première des autorités tant locales que centrales. Le commerce des grains et des farines est strictement réglementé, on ne vend pas où on veut et comme on veut, ni à qui on veut. La police des grains est tout à la fois l’administration et le maintien de l’ordre. 
Quand les récoltes sont mauvaises et que les prix ont alors tendance à monter, le pouvoir royal intervient, mais les « jours sans pain » reviennent très souvent alors. De là, les multitudes d’émeutes que l’on appelle souvent à tort des « révoltes de la faim » et qu’il convient de qualifier de troubles frumentaires : agitation contre la cherté, l’accaparement ou le départ des grains. Dans ces périodes, tous ceux qui de près ou de loin sont impliqués dans le commerce des grains, mais en général ce sont des négociants, des propriétaires gros producteurs d’excédents, sont visés. De tout temps, ils jouissent d’une mauvaise réputation au sein des classes populaires. De nombreuses émeutes ont lieu notamment en Normandie.
Le 20 aout 1709 a lieu une émeute de la faim à Paris. Louis XIV envoie la troupe qui fait tirer sur les insurgés. Le monarque, devant la gravité de la situation, décrète l'état de siège.
Lorsque Desmarets parle des mouvements séditieux, il fait également allusion au mouvement des camisards dirigé par Jean Cavalier qui se rebella contre l'autorité royale.

## Les points de réflexion du Mémoire

### Un royaume inégalement touché par la famine
Seules les provinces du nord et de l'est furent touchées par la vague de froid, la Bretagne ainsi que tout le sud du Royaume furent épargnés. Ainsi, lorsque Desmarets parle, l.48, de "mauvaises dispositions des esprits de tous les peuples est connue. Depuis quatre mois, il ne s'est pas passé de semaine sans qu'il y ait eu quelque sédition. Il a fallu des troupes dans presque toutes les provinces pour les contenir. " il exagère volontairement la situation. La grande famine fut ainsi plus ou moins importante selon les provinces : les zones littorales du Midi et de la Bretagne furent préservées en raison d’un climat plus clément, de facilités de ravitaillement par la route ou par la mer et surtout grâce à la consommation d’aliments de substitution : blé noir, maïs, laitages, poissons et coquillages.
Pour le reste du Royaume, il est possible de lire les conséquences démographiques des grandes gelées de l'hiver 1709/1710 dans les registres paroissiaux : on remarque souvent une multiplication par trois ou quatre du nombre des décès, une baisse sensible du nombre des mariages et une diminution plus importante encore du nombre de baptêmes. Les régions de montagne, plus enclavées furent particulièrement touchées. Les registres paroissiaux de La Rochette (Savoie) le racontent : «En l'an 1709, l'hiver fut si cruel, qu'il tua tous les noyers et châtaigniers et plusieurs autres arbres fruitiers; un très grand nombre de personnes de l'un et l'autre sexe moururent de froid; un nombre considérable d'oiseaux de toute espèce périrent; à peine recueillit-on les semences qui avaient été jetées en terre, et le vin valait 400 livres le tonneau; heureusement on put semer du blé d'Espagne (mais) au printemps et une grande famine fut évitée».  Il est à noter que l'importation de blé des pays étrangers a sauvé beaucoup de vies.

### La nécessité d'un impôt sur la noblesse
Dans son  mémoire, l'homme d'état nous dit, à la ligne 15, que " le clergé et la noblesse ont payé des taxes, et en payent encore tous les jours, qui les incommodent et excitent leur plaintes;" En réalité, la Noblesse n'a jamais payé de véritable impôt, excepté la capitation durant deux brèves années (1695-1697). Le clergé, lui, ne payait pas non plus d'impôt mais était dans un état de quasi-obligation d'un don annuel à la royauté qui était conséquent pendant les périodes de guerre. Ainsi, c'est sur une noblesse grandissante avec les anoblissements des bourgeois contre de fortes sommes qu'un impôt doit être voté. C'est l'idée de Desmarets qui instaure en 1710 le dixième, taxant un dixième des richesses de chacun dans l'esprit de celui qui en est à l'origine. Il reprend ainsi une idée de Vauban de 1707,qui préconisait de créer une dîme royale, payée par tous, afin de subvenir aux besoins les plus urgents de l'État louis-quatorzien. Mais, cet impôt est un relatif échec d'équité fiscale puisque les nobles y échappent en échange de versement de sommes d'argent et que le clergé par ses dons, y échappe aussi. C'est donc en fait, un impôt de plus assumé seulement par le tiers-état, y compris les officiers. Devant la nécessité d'argent frais, le pouvoir a accepté que la Noblesse et le Clergé échappe au dixième et  à la capitation en échange de fortes sommes. Selon Desmarets en 1715, ces revenus s'élèvent à plus de 100 000 000 millions de livres.

### Un état de Justice devenu état de finance
Joel Cornette souligne, à juste titre, que la surcréation d'offices, qui a mis en concurrence certaines des élites mais a surtout baissé la rentabilité des offices, préoccupation principale des officiers et que par conséquent, la monarchie s'est aliéné leur soutien.
C'est ce que Desmarets a compris lorsqu'il dit que "les officiers de justice ordinaire et de finances ont payé des sommes immenses" (l.17).  La monarchie de guerre a privilégié ses besoins financiers immédiats au détriment des intérêts économiques à plus long terme et de la considération des officiers de justice. En fait, la monarchie a rabaissé les officiers au rang d'instrument au service de finances de l'État et en ne prenant pas en considération leur rôle et leur importance, finalement en estimant que cette élite n'était là que pour soutenir la monarchie et non pas pour y jouer un rôle. Or ces élites sont le soutien premier de la monarchie, l'absolutisme ne peut fonctionner sans des élites qui la consent. On sent alors le malaise qui va perdurer jusqu'à la régence dans les milieux aisés du début du XVIIIe siècle.

### La nécessité d'une paix

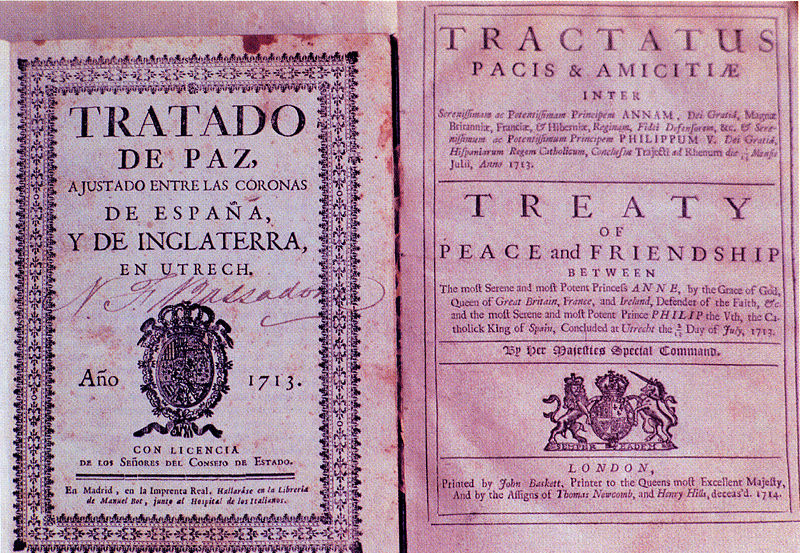
L'édition originale du Traité d'Utrecht

Nicolas Desmarets décrit dans son mémoire un pays à bout de souffle, du fait de la situation atmosphérique exceptionnelle mais aussi du climat de guerre. La monarchie, en dérive financière, a ainsi financé ce qu'elle pouvait et s'est aliéné de nombreuses populations, celles qui ont faim, celles qui combattent et celles qui font la loi soit les piliers de l'État. Desmarets exagère volontairement la situation probablement pour faire comprendre au Roi que la monarchie perd des soutiens qui lui sont normalement indispensables pour gouverner, « craindre les plus terribles révolutions ». Desmarets sait que cette situation ne peut durer et incite le Roi à faire machine arrière vis-à-vis de son appel de juin qui consistait à continuer la guerre coute que coute. Desmarets lui conseille fortement la paix et après plusieurs défaites militaires, le Roi signera la paix en 1713.